# Saint-Aubin-des-Châteaux
Saint-Aubin-des-Châteaux – miejscowość i gmina we Francji, w regionie Kraj Loary, w departamencie Loara Atlantycka.
Według danych na rok 2010 gminę zamieszkiwało 1615 osób, a gęstość zaludnienia wynosiła 33 osoby/km².